# Lucie Mannheim
Lucie Mannheim, född 30 april 1899 i Berlin, Kejsardömet Tyskland, död 18 juli 1976 i Braunlage, Niedersachsen, Västtyskland, var en tysk skådespelare. Hon var en populär skådespelare på scen och film i Weimartyskland, men tvingades på grund av sitt judiska ursprung lämna landet 1934, efter att NSDAP tagit makten. Hon uppehöll sig fram till 1945 i Storbritannien, där hon bland annat 1935 gjorde en viktig biroll i Alfred Hitchcocks film De 39 stegen. Från 1947 verkade hon åter i Tyskland och var aktiv skådespelare till 1970-talets början.

## Filmografi, urval
- 1923 – Der steinerne Reiter
- 1923 – Der Schatz
- 1929 – Atlantik
- 1931 – När millionerna rulla
- 1935 – De 39 stegen
- 1951 – Nachts auf den Straßen
- 1952 – Kort lycka
- 1952 – Mannen som såg tågen gå förbi
- 1960 – Det sista vittnet
- 1965 – Bunny Lake är försvunnen